# Parkinson Neuropsychometric Dementia Assessment
Das Parkinson Neuropsychometric Dementia Assessment (Akronym: PANDA) ist ein Screening-Instrument für kognitive Einschränkungen und Demenz bei Menschen mit der Parkinson-Krankheit. Sowohl leichte kognitive Einschränkungen bei Parkinson (PD-MCI) als auch die Parkinson-Demenz (PDD) haben eine hohe Prävalenz im Krankheitsverlauf.
Der Test umfasst fünf Aufgaben zur kognitiven Leistungsfähigkeit sowie drei Fragen zu möglichen Symptomen einer Depression (Stimmung, Interesse, Antrieb).
Maximal können 30 Punkte erreicht werden. Einer normalen kognitiven Leistung entsprechen ≥18 Punkte, während im Bereich von 15–17 Punkten Hinweise auf eine leichte kognitive Dysfunktion sowie bei ≤ 14 Punkten Hinweise auf eine Demenz vorliegen. Die Sensitivität für die Erfassung einer Parkinson-Demenz liegt bei 91 %, die Spezifität bei 90 %. Der Test dauert etwa 10 Minuten.